# Pendlebury
Pendlebury – miejscowość w Anglii, w hrabstwie ceremonialnym Wielki Manchester, w dystrykcie metropolitalnym Salford. Leży 8 km na północny zachód od centrum miasta Manchester.